# Camí de la Vida
El Camí de la Vida (en rus, дорога жизни, doroga jizni) fou el nom donat a una ruta de transport que travessava el llac Làdoga congelat, que proporcionava l'únic accés a la ciutat assetjada de Leningrad en els mesos d'hivern durant la Gran Guerra Pàtria de 1941 a 1945. Aquesta via forma part actualment del lloc patrimoni de la Humanitat «Centre històric de Sant Petersburg i conjunts monumentals annexos»
El setge de Leningrad durà 872 dies, de setembre de 1941 a gener de 1944, quan les forces alemanyes i finlandeses tallaren tot accés per terra a la ciutat per a matar de fam a la seva població. Més d'un milió de ciutadans de Leningrad moriren per inanició, fred i bombardejos nazis. A través del Camí de la Vida, fou possible dur abastaments a la ciutat i treure a civils a la costa oposada, controlada encara pels soviètics. Els camions d'aquests combois, gairebé indefensos, eren atacats constantment per l'artilleria i l'aviació enemigues. Per això, alguns sobrevivents recorden amargament la ruta com un "Camí de la Mort".
No obstant això, la ciutat de Leningrad resistí fins que una ofensiva soviètica travessà les línies enemigues, frenant el setge el gener de 1944. Per l'heroisme de la seva població, Leningrad va ser la primera ciutat a rebre el títol honorífic de "Ciutat Heroica" el 1945.

## 1943 Restabliment de la navegació pel llac Ladoga.
Amb la navegació el 1943, es construïen noves barcasses a la drassana de Syasskaya, i a l'abril se'n van construir 20 d'elles [130]. La pista de gel va deixar de funcionar el 31 de març i el transport d'aigua al llarg de Ladoga va començar el 2 d'abril, tot i que les rutes estaven completament lliures de gel només el 26 d'abril. A finals de maig i principis de juny, l'enemic va dur a terme una sèrie de bombardejos a gran escala dels ports de Ladoga, a causa dels quals cinc vaixells van ser enfonsats, i molts van resultar greument danyats [131]. A l'estiu, dos submarins (M-77 i M-79) eren transportats per ferrocarril des de Leningrad fins al llac Ladoga. Van ser llançats en escorcolls a la badia de Golsman i posteriorment van participar en les operacions de la Flotilla Naval de Ladoga. A causa del fet que el 1943 una part important de la càrrega es dirigia directament a Leningrad per ferrocarril, passant per Ladoga, el transport d'aigua va disminuir significativament. En total, en la navegació de 1943, 240 mil tones de càrrega i 856 m³ de fusta, així com 162 mil persones van ser transportades a Leningrad [131].
El nombre total de mercaderies transportades a Leningrad per la carretera de la vida durant tot el període de l'operació va ascendir a més d'un milió 615 milers de tones. Al mateix temps, aproximadament un milió de 376 mil persones van ser evacuades de la ciutat [133].